# Alida Bremer
Alida Bremer (1959, Split, República de Iugoslàvia) és una mediadora croata, impulsora de la literatura croata a Alemanya. A la universitat va estudiar romàniques, germanística i estudis eslaus i es va graduar en literatura comparada. Bremer ha traduït nombroses novel·les, assajos i obres de teatre, i posa veu en alemany a autors com Edo Popović, Renato Baretić, Bora Ćosić, Ivana Sajko, Marko Pogačar i Roman Simić. A més, Bremer fa de comissària per a diversos projectes literaris i és editora de diferents antologies i de la revista Beton International. El 2013 va publicar la seva primera novel·la, Olivas Garten. Alida Bremer ha rebut diversos premis per les seves obres i el seu compromís social i cultural.